# Vinninga landskommun
Vinninga landskommun var en tidigare kommun i dåvarande Skaraborgs län.

## Administrativ historik
Kommunen bildades som en så kallad storkommun vid kommunreformen 1952 genom sammanläggning av de tidigare landskommunerna Hasslösa, Hovby, Lindärva, Norra Härene och Sävare.
Landskommunen uppgick 1969 i Lidköpings stad som 1971 ombildades till Lidköpings kommun.
Kommunkoden var 1612.

### Kyrklig tillhörighet
I kyrkligt hänseende tillhörde kommunen församlingarna Hasslösa, Hovby, Lindärva, Norra Härene och Sävare.

## Geografi
Vinninga landskommun omfattade den 1 januari 1952 en areal av 110,51 km², varav 110,08 km² land.

### Tätorter i kommunen 1960
| Tätort             | Folkmängd |
| ------------------ | --------- |
| Vinninga           | 280       |
| Lidköping, del ava | 36        |

Tätortsgraden i kommunen var den 1 november 1960 10,7 procent.

## Politik

### Mandatfördelning i valen 1950-1966
| 12 | 11 | 8 | 4 |

| 33 |

| 12 | 11 | 7 | 5 |

| 33 |

| 11 | 14 | 5 | 5 |

| 32 |

| 12 | 13 | 6 | 4 |

| 31 |

| 10 | 15 | 5 | 5 |

| 30 | 5 |